# Can Rocabert
El Suís o Can Rocabert és una casa del barri de Finestrelles d'Esplugues de Llobregat (Baix Llobregat), protegida com a bé cultural d'interès local. Era una casa rural de la família Rocabert que va ser transformada el 1949 en casa residencial per Ernest Ambühl, d'origen suís. Altres noms són Can Dominguet o Can Minguet, pel nom de l'antic propietari Domingo Rocabert. L'edifici rural va ser construït als voltants del segle xvii. En urbanitzar-se el barri de Finestrelles, a partir de l'any 1924, la casa fou adquirida per l'arquitecte Ernest Ambühl que la transformà en vil·la residencial l'any 1949. La nacionalitat d'aquest canvià el nom popular de la casa, Can Rocabert, essent coneguda pel "Suís". L'any 2004 va passar a titularitat pública.
És una antiga casa rural reformada com a casa residencial aïllada amb aspecte de masia. L'estil és eclèctic inspirat alhora en l'arquitectura senyorial i rural. Està estructurada en dos cossos als quals s'hi afegí un tercer per ser utilitzat com a quadra. L'edifici consta de planta baixa, pis i golfes. Les façanes són de pedra vermella amb porta d'accés principal adovellada. A les golfes és de destacar la finestra amb un arc allargat.

## Activitat des de l'ocupació (2003–actualitat)
El novembre de 2003, un grup de veïnes i veïns d'Esplugues de Llobregat, van ocupar la masia amb l'objectiu de reivindicar el seu ús com a equipament públic per al barri. Aquesta acció va ser una resposta a la decisió de l'Ajuntament d'Esplugues, que havia expropiat la finca l'any anterior amb diners públics (200 milions de pessetes, aproximadament 1,2 milions d'euros) i pretenia cedir-la a l'entitat privada l'Orde de Sant Joan de Déu per destinar-la a un centre sociosanitari vinculat a l’Hospital de Sant Joan de Déu.
Els ocupants consideraven que la masia, situada en un enclavament privilegiat del barri i envoltada de jardins, havia de ser utilitzada per diverses entitats veïnals que no disposaven d'un espai fix per dur a terme les seves activitats. Tot i que no s'oposaven a la creació del centre sociosanitari, proposaven que aquest s'ubiqués en un solar propietat de l'hospital, situat al carrer de Santa Rosa, que en aquell moment era un bosc privat.
Des de llavors, Cal Suís ha funcionat com un espai comunitari autogestionat, regit per assemblees obertes i principis de democràcia directa. Al llarg dels anys, ha acollit una àmplia varietat d'activitats culturals, socials i polítiques, com ara concerts, tallers, xerrades, projeccions de cinema, activitats infantils i un hort comunitari. A més, ha estat un punt neuràlgic en la lluita contra projectes urbanístics considerats especulatius, com el Pla Caufec, promovent un model de desenvolupament més sostenible i respectuós amb el teixit social del barri.
El novembre de 2023 va celebrar els seus vint anys com a espai comunitari, destacant el seu paper en la transformació social i veïnal de la zona.

### Incendi de 2019
La matinada del 14 al 15 de març de 2019, Can Rocabert va patir un incendi que va afectar greument la planta baixa de l’edifici.
Les flames van calcinar part del mobiliari, portes, finestres i bigues de fusta, especialment a l’entrada principal, fet que va obligar els Bombers a intervenir-hi. L’Ajuntament d’Esplugues va ordenar el tancament de l’espai per risc estructural.
Diversos col·lectius i entitats socials van denunciar l’incendi com un atac intencionat, possiblement de caràcter feixista o motivat per interessos especulatius, tot i que no es va arribar a confirmar oficialment l’autoria dels fets. El succés va provocar una forta reacció entre el veïnat i els usuaris de l’espai, que van convocar una manifestació el 20 de març de 2019 per reclamar la reobertura i rehabilitació de l’edifici.